# Cratere Kerouac
Kerouac  è un cratere sulla superficie di Mercurio.